# انزو فراری (خودرو)
فراری انزو (به انگلیسی: Ferrari Enzo) یک خودروی اسپورت موتور وسط است که توسط شرکت فراری ساخته شده‌است و به نام بنیانگذار این شرکت، انزو فراری نامگذاری شده‌است. در سال ۲۰۰۲ با استفاده از فناوری فرمول یک، مانند بدنهٔ فیبر کربن، جعبه‌دندهٔ دستی تعویض خودکار به سبک اف۱، و ترمزهای دیسکی کامپوزیت سرامیکی سیلیکون تقویت شده با فیبر کربن (C/SiC) و همچنین فناوری‌هایی که در اف۱ مجاز نیستند، مانند آیرودینامیک فعال. فراری انزو مقدار قابل توجهی نیروی رو به پایین را از طریق دریچه‌های زیر بدنهٔ جلویی، اسپویلر کوچک قابل تنظیم عقب و دیفیوزر عقب ایجاد می‌کند که با هم کار می‌کنند تا ۳٬۳۶۳ نیوتن متر (۷۵۶ پوند فوت) نیروی رو به پایین در ۲۰۰ کیلومتر بر ساعت (۱۲۴ مایل بر ساعت) و ۷٬۶۰۲ نیوتن متر (۱٬۷۰۹ پوند بر ساعت) نیروی رو به پایین در ۲۹۹ کیلومتر بر ساعت (۱۸۶ مایل بر ساعت)، قبل از کاهش به ۵٬۷۳۸ نیوتن متر (۱٬۲۹۰ پوند بر ساعت) در حداکثر سرعت.

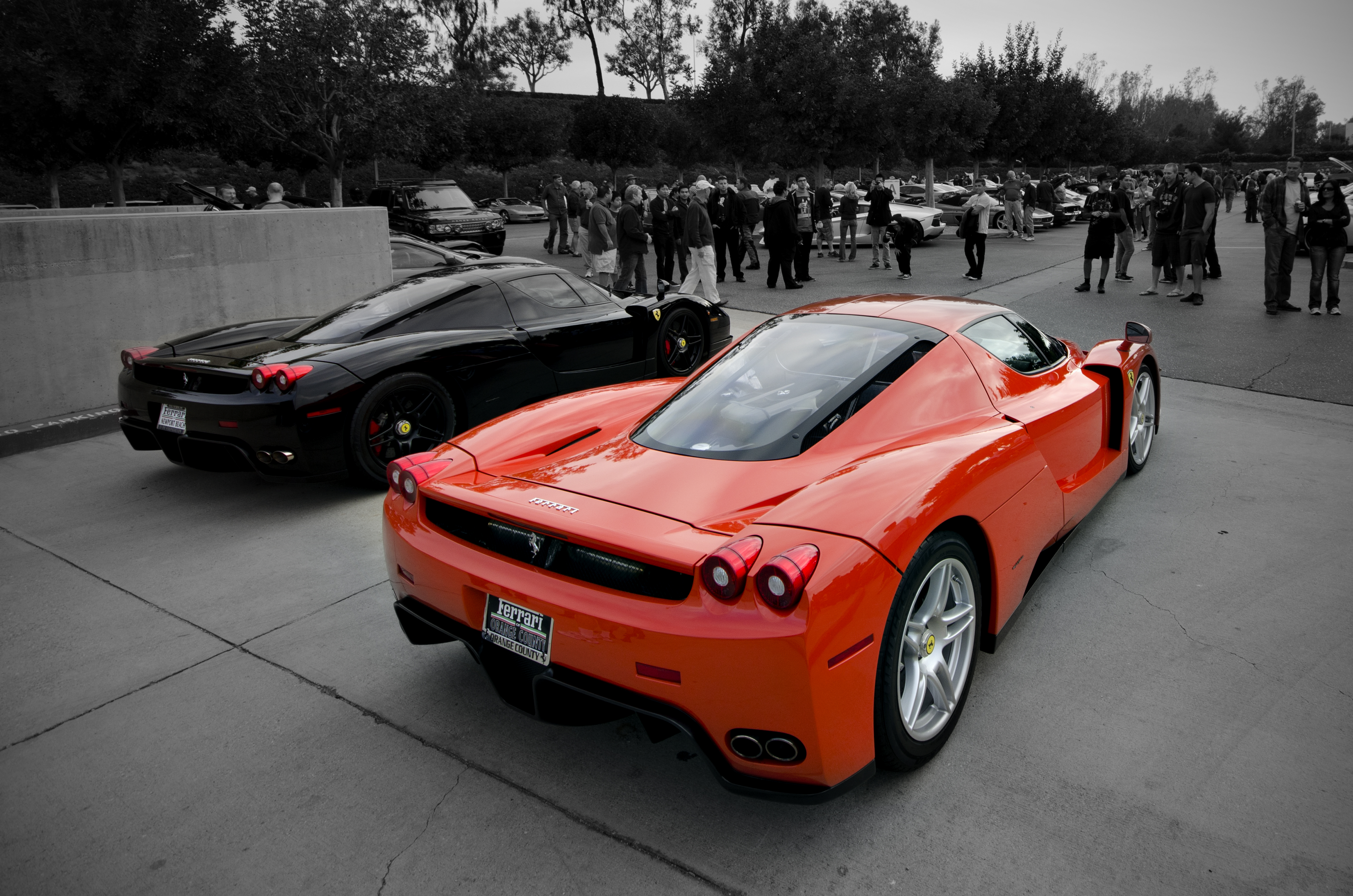
فراری انزو

پیشرانهٔ انزو اف۱۴۰بی وی۱۲ اولین پیشرانه از نسل جدید فراری بود. این بر اساس طراحی موتور وی۸ موجود در مازراتی کواتروپورته، با استفاده از همان طراحی اولیه و فاصلهٔ ۱۰۴ میلی‌متری (۴٫۱ اینچ) طراحی شده‌است.

## تولید و توسعه

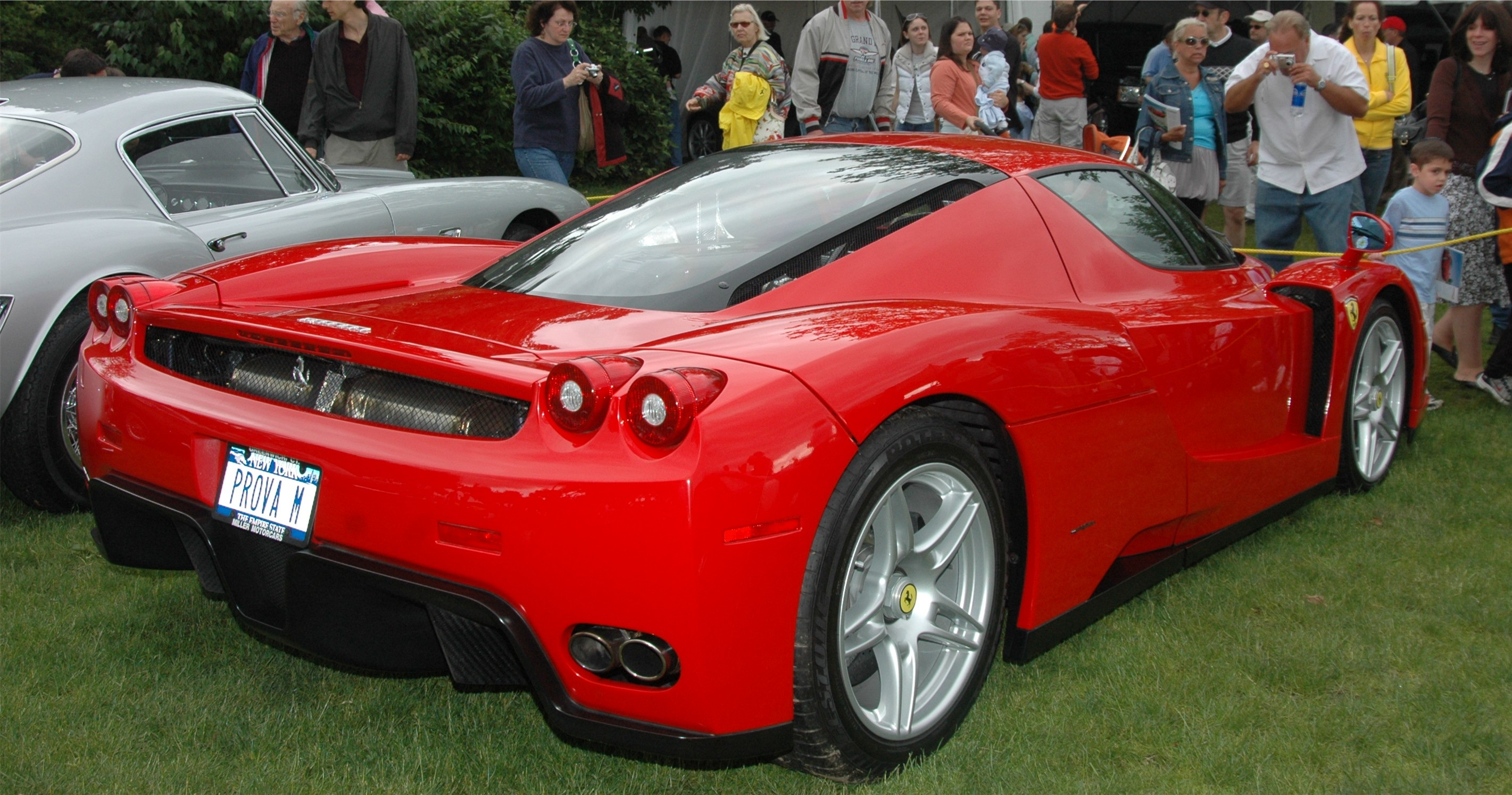
عکسی از خودروی انزو فراری ساخته ی شرکت فراری

انزو توسط کن اوکویاما، رئیس وقت طراحی پینینفارینا طراحی شد و در ابتدا در نمایشگاه خودروی پاریس ۲۰۰۲ با تولید محدود ۳۹۹ دستگاه معرفی شد. این شرکت دعوت‌نامه‌هایی را برای مشتریان فعلی ارسال کرد، به‌ویژه آنهایی که قبلاً اف۴۰ و اف۵۰ را خریداری کرده بودند. ۳۹۹ دستگاه از این خودرو پیش از آغاز تولید در سال ۲۰۰۳ به قیمت ۶۵۹٬۳۳۰ دلار پیش‌فروش شد. چهارصدمین دستگاه از آن نیز ساخته و با مقاصد خیریه به واتیکان اهدا شد که در مزایده ساتبیز به قیمت ۱٫۱ میلیون دلار فروش رفت.
سه نمونه آزمایشی ساخته شد: ام۱، ام۲ و ام۳. هر نمونه آزمایشی از بدنه ۳۴۸ استفاده می‌کرد، مدلی که تا زمان ساخت نمونه‌ها دو نسل از خودروهای اسپورت وی۸ موتور وسط - اف۳۵۵ و ۳۶۰ مودنا - جانشین آن شدند. سومین نمونه آزمایشی در ژوئن ۲۰۰۵ در کنار انزو ۴۰۰ به حراج پیشنهاد شد و به قیمت ۱۹۵٬۵۰۰ یورو (۲۳۶٬۳۰۰ دلار آمریکا) فروخته شد.

## مشخصات فنی

### پیشرانه

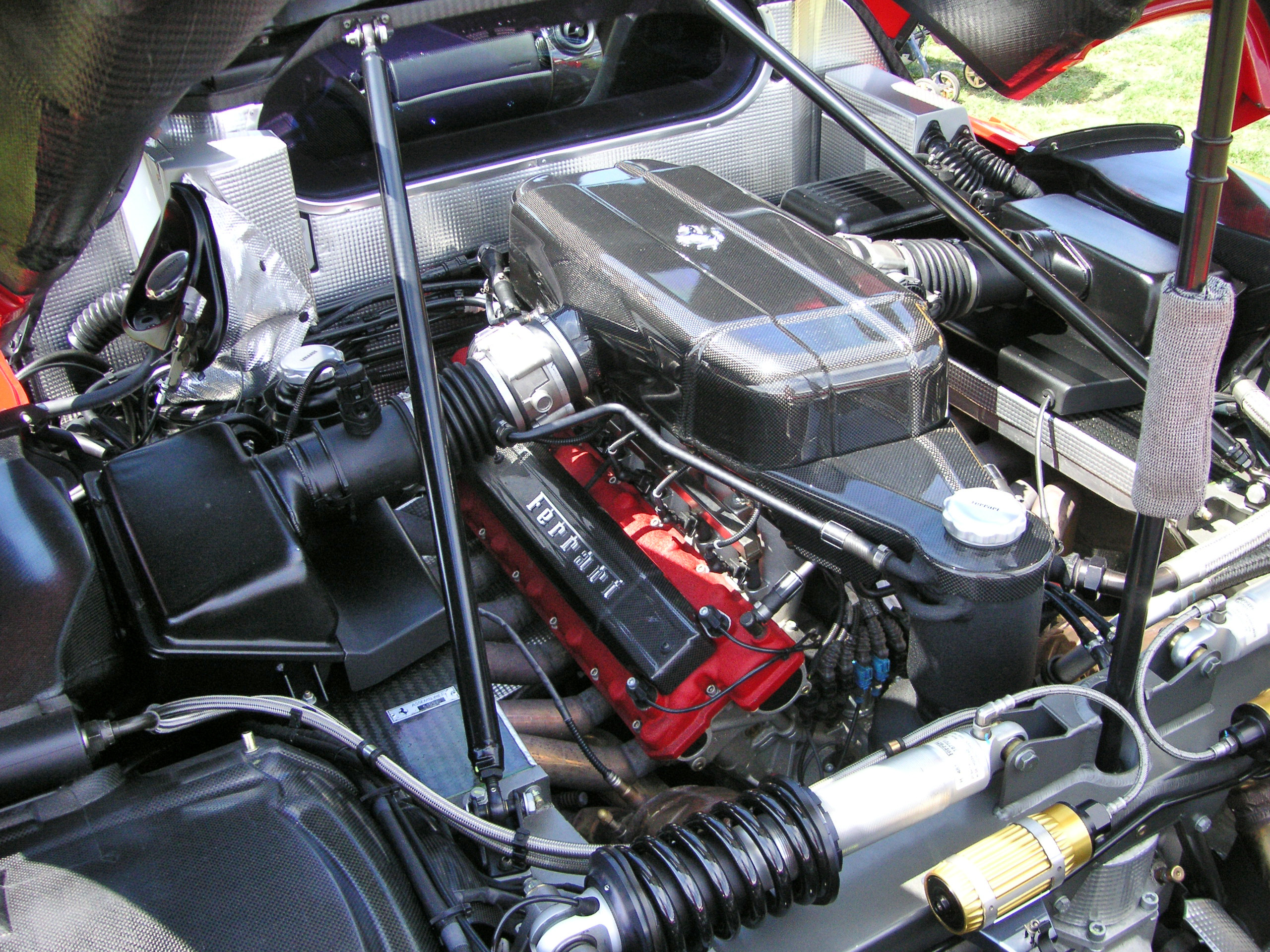
پیشرانه اف۱۴۰بی وی۱۲

پیشرانه در انزو به‌صورت طولی نصب شده‌است و خودرو دارای طرح موتور وسط عقب، دیفرانسیل عقب با توزیع وزن ۴۴/۵۶ درصد جلو/عقب است. این نیروگاه، موتور ۶۵ درجه وی۱۲ تنفس طبیعی فراری اف۱۴۰بی با ۴ سوپاپ DOHC در هر سیلندر، زمان‌بندی متغیر سوپاپ‌ها و تزریق سوخت Bosch Motronic ME7 با حجم ۵٬۹۹۸٫۸۰ سانتی‌متر مکعب (۶٫۰ لیتر؛ ۳۶۶٫۱ اینچ مکعب) است. تولید توان خروجی ۶۶۰ اسب بخار متری (۴۸۵ کیلووات؛ ۶۵۱ اسب بخار) در ۷٬۸۰۰ دور در دقیقه و گشتاور ۶۵۷ نیوتن متر (۴۸۵ پوند-فوت) در ۵٬۵۰۰ دور در دقیقه. ردلاین ۸٬۲۰۰ دور در دقیقه است.

### سامانه تعلیق، جعبه‌دنده و ترمز

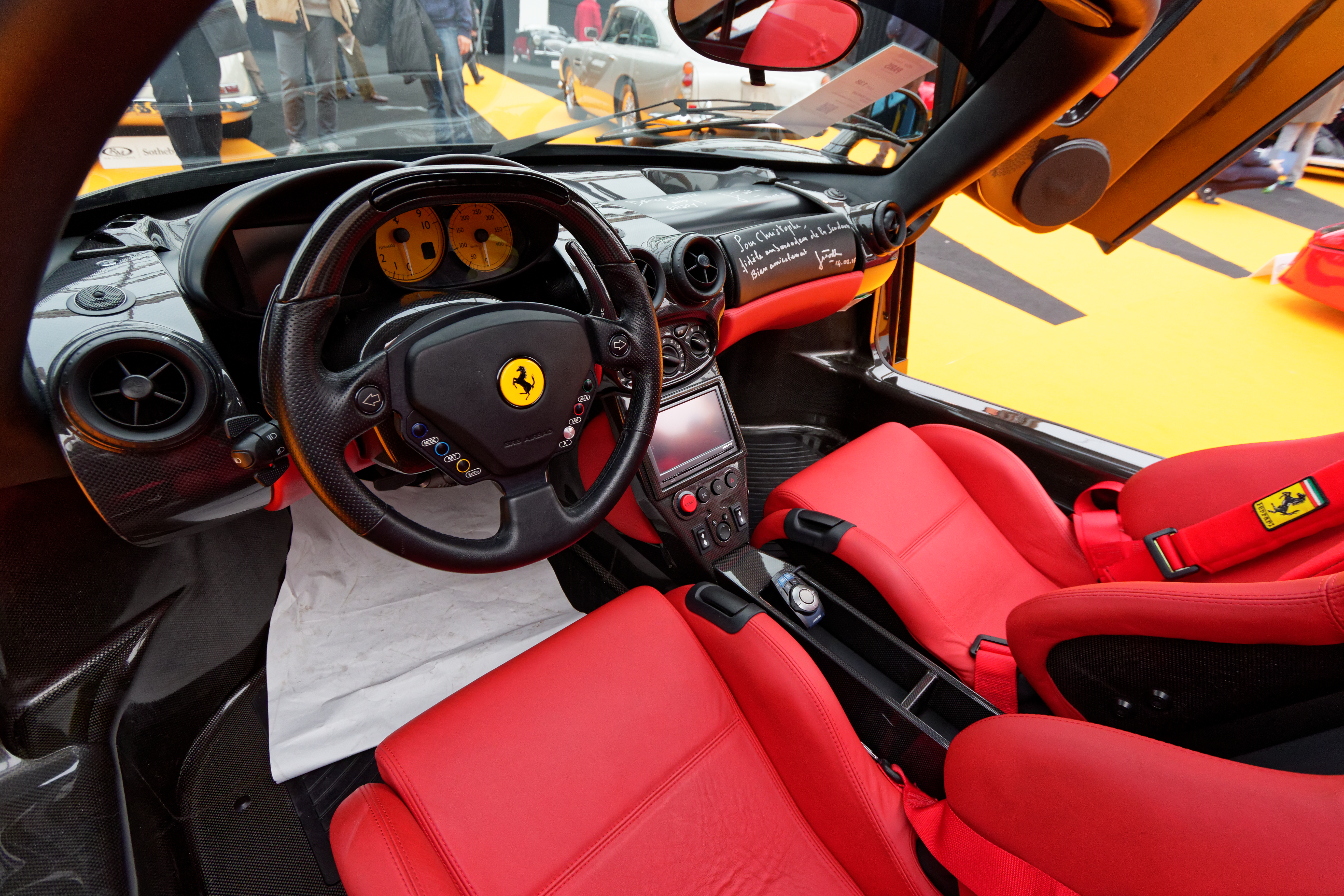
فراری انزو از جعبه‌دنده اف۱ استفاده می‌کرد و یک نشانگر تعویض دنده روی فرمان داشت که به راننده می‌گفت چه زمانی دنده را عوض کند.

انزو دارای یک جعبه‌دنده دستی خودکار (معروف به جعبه‌دنده اف۱) است که با استفاده از پدال شیفترها برای کنترل کلاچ الکتروهیدرولیک و سازوکار تعویض دنده خودکار فعال می‌شود، با چراغ‌های ال‌ئی‌دی روی فرمان که به راننده می‌گوید چه زمانی دنده را عوض کند. زمان تعویض جعبه‌دنده ۱۵۰ میلی‌ثانیه است و توسط Graziano Trasmissioni ساخته شده‌است. جعبه‌دنده نسل اول طراحی «بدون کلاچ» از اواخر دهه ۱۹۹۰ بود و شکایاتی در مورد تعویض ناگهانی آن وجود داشت.
انزو دارای سامانه تعلیق مستقل چهار چرخ با کمک فنرهای فعال با میله فشاری است که می‌تواند از داخل کابین تنظیم شود و با میله‌های ضد رول در جلو و عقب تکمیل شود.

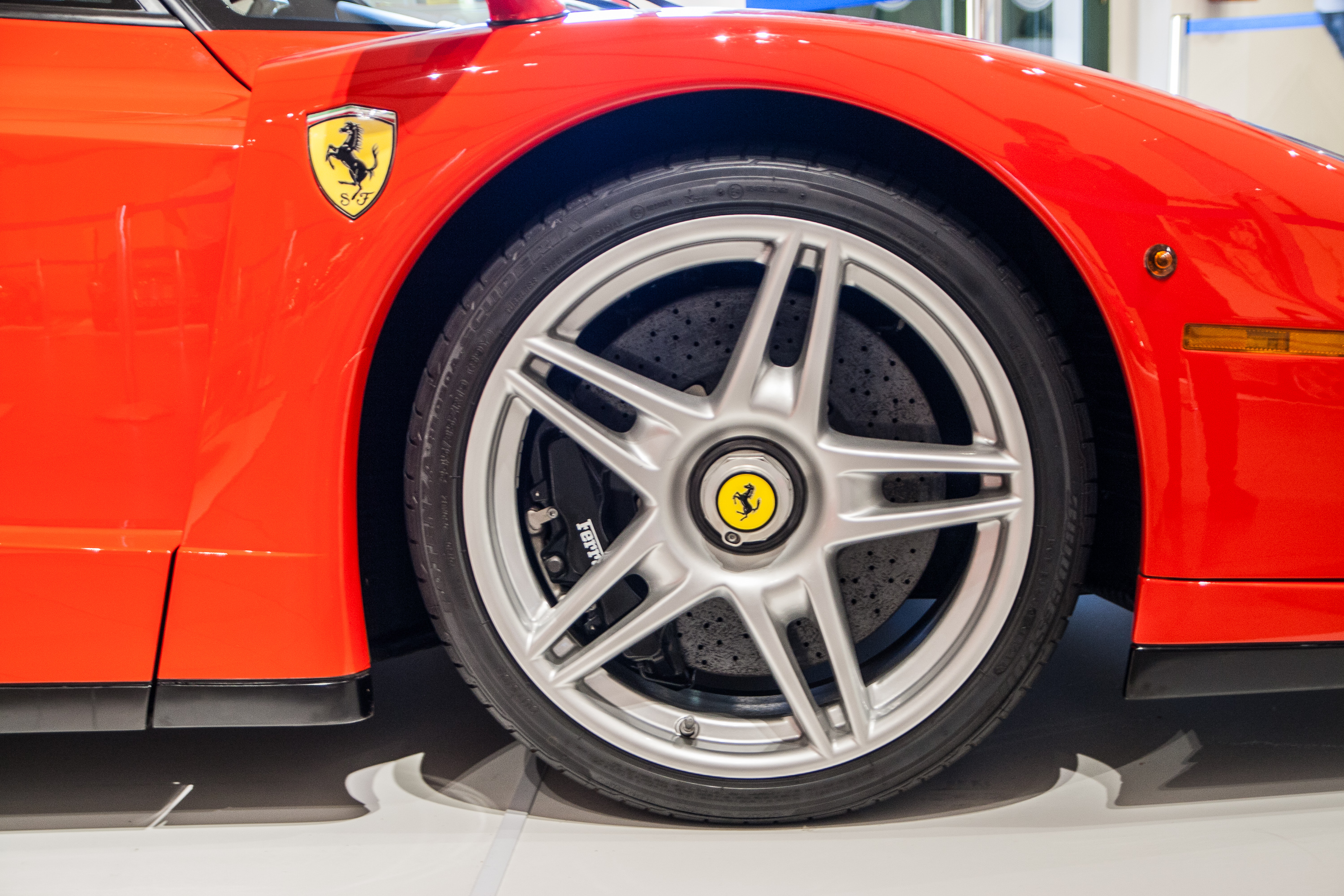
فراری انزو از دیسک‌های ترمز کربن سرامیکی استفاده کرد که برای اولین بار برای خودروهای جاده‌ای فراری بود.

انزو از چرخ‌های ۱۹-اینچ (۴۸۲٫۶-میلیمتر) و ترمزهای ۱۵-اینچ (۳۸۱٫۰-میلیمتر) برمبو استفاده می‌کند. چرخ‌ها توسط یک مهره نگه داشته می‌شوند و به تایرهای بریجستون Potenza Scuderia RE050A مجهز شده‌اند.
| دنده | ۱      | ۲      | ۳      | ۴      | ۵      | ۶      | درایو نهایی |
| ---- | ------ | ------ | ------ | ------ | ------ | ------ | ----------- |
| نسبت | ۳٫۱۵:۱ | ۲٫۱۸:۱ | ۱٫۵۷:۱ | ۱٫۱۹:۱ | ۰٫۹۴:۱ | ۰٫۷۶:۱ | ۴٫۱:۱       |

### کارایی
در سراشیبی یک طرفه با حرکت یک فوتی، انزو می‌تواند در ۳٫۱۴ ثانیه به سرعت ۹۷ کیلومتر بر ساعت (۶۰ مایل بر ساعت) برسد و می‌تواند در ۶٫۶ ثانیه به سرعت ۱۶۱ کیلومتر بر ساعت (۱۰۰ مایل بر ساعت) برسد. زمان ¼ مایل (~۴۰۰ متر) حدود ۱۱ ثانیه است، در skidpad به ۱٫۰۵ گرم رسیده‌است، و حداکثر سرعت تا ۳۵۵ کیلومتر بر ساعت (۲۲۱ مایل بر ساعت) ثبت شده‌است. در شهر ۳۴ لیتر بر ۱۰۰ کیلومتر (۶٫۹ مایل بر گالون آمریکایی) در شهر، ۲۰ لیتر بر ۱۰۰ کیلومتر (۱۲ مایل بر گالون آمریکایی) در بزرگراه و ۲۹ لیتر بر ۱۰۰ کیلومتر (۸٫۱ مایل بر گالون آمریکایی) در مجموع رتبه‌بندی شده‌است.
اوو انزو را در پیست معروف نوربورگ‌رینگ آزمایش کرد و یک دور ۷:۲۵٫۲۱ را طی کرد. انزو در آزمایش دارای دمپر الکترونیکی شکسته بود. آنها همچنین آن را در مسیر اتودروم غربی بدفورد آزمایش کردند، جایی که زمان ۱:۲۱٫۳ دور را ثبت کرد که ۱٫۱ ثانیه کندتر از پورشه کاررا جی‌تی، اما سریع‌تر از لیچفیلد Type-25 است.

## تمجیدها
در سال ۲۰۰۴، مجله آمریکایی Sports Car International، انزو فراری را شماره سه در فهرست برترین خودروهای اسپورت دهه ۲۰۰۰ قرار داد. مجله آمریکایی موتور ترند کلاسیک انزو را به‌عنوان شماره چهار در فهرست ده «بزرگ‌ترین فراری تمام دوران» معرفی کرد.
با این حال، انزو فراری به‌عنوان یکی از «پنجاه خودروی زشت ۵۰ سال گذشته» توصیف شد، زیرا بلومبرگ بیزنس‌ویک به انحناها و زوایای اضافی آن اشاره کرد که بسیار زرق و برق دار هستند، به‌ویژه کاپوت V شکل، درهای بیرون زده و شیشه جلوی پیازی.

## رسانه‌های دیگر
قبل از رونمایی در نمایشگاه خودرو پاریس، این خودروی نمایشی از ایتالیا به ایالات متحده پرواز کرد تا در فیلم فرشتگان چارلی: زدن به سیم آخر فیلمبرداری شود. دمی مور هنرپیشه آن را در ساحل رانندگی می‌کرد. پس از اتمام فیلمبرداری، انزو برای حضور در نمایشگاه خودرو به فرانسه پرواز کرد.

## نگارخانه

رنگ‌های بیرونی متفاوتی که در انزو ارائه شده‌است
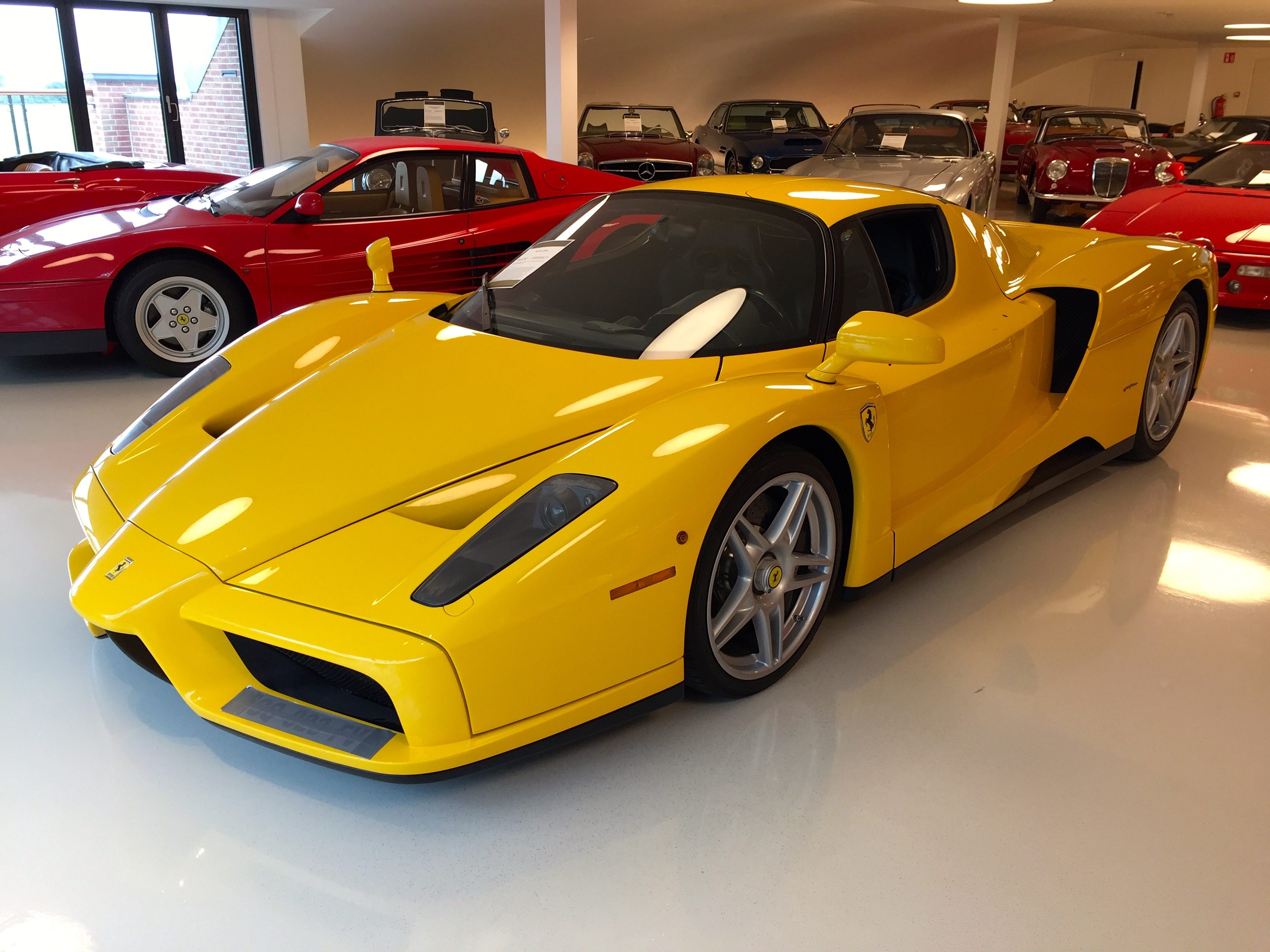
جیالو مودنا
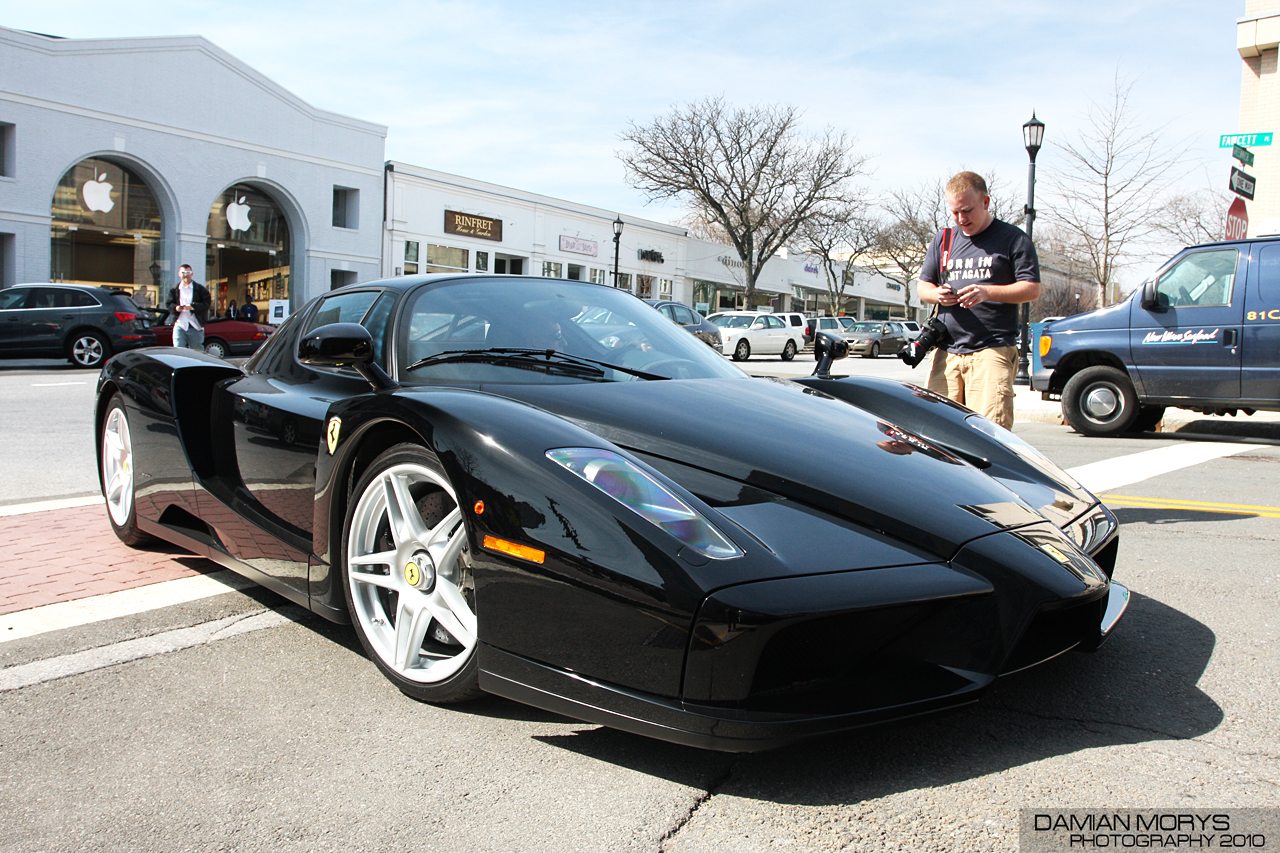
نرو
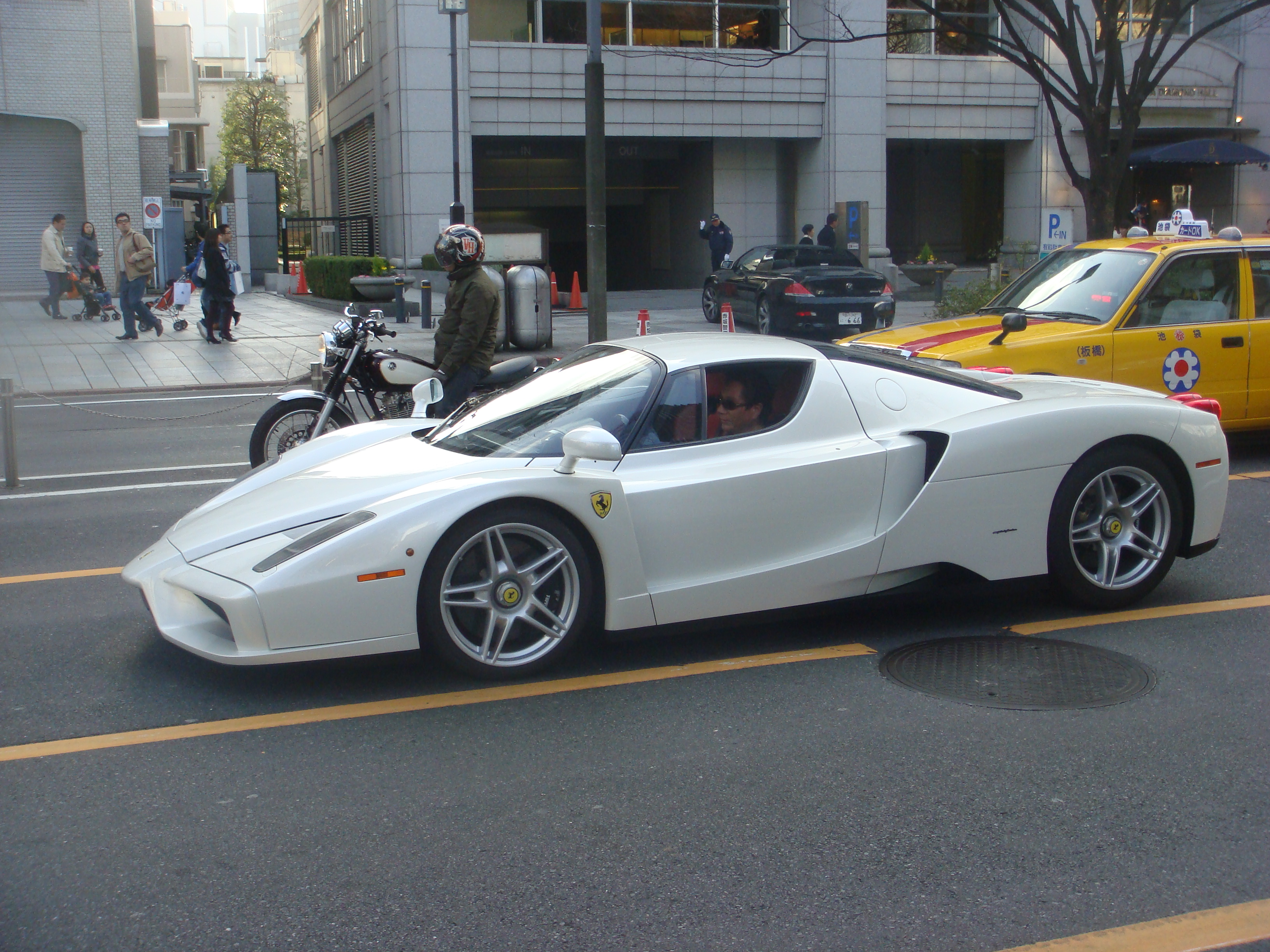
بیانکو فوجی
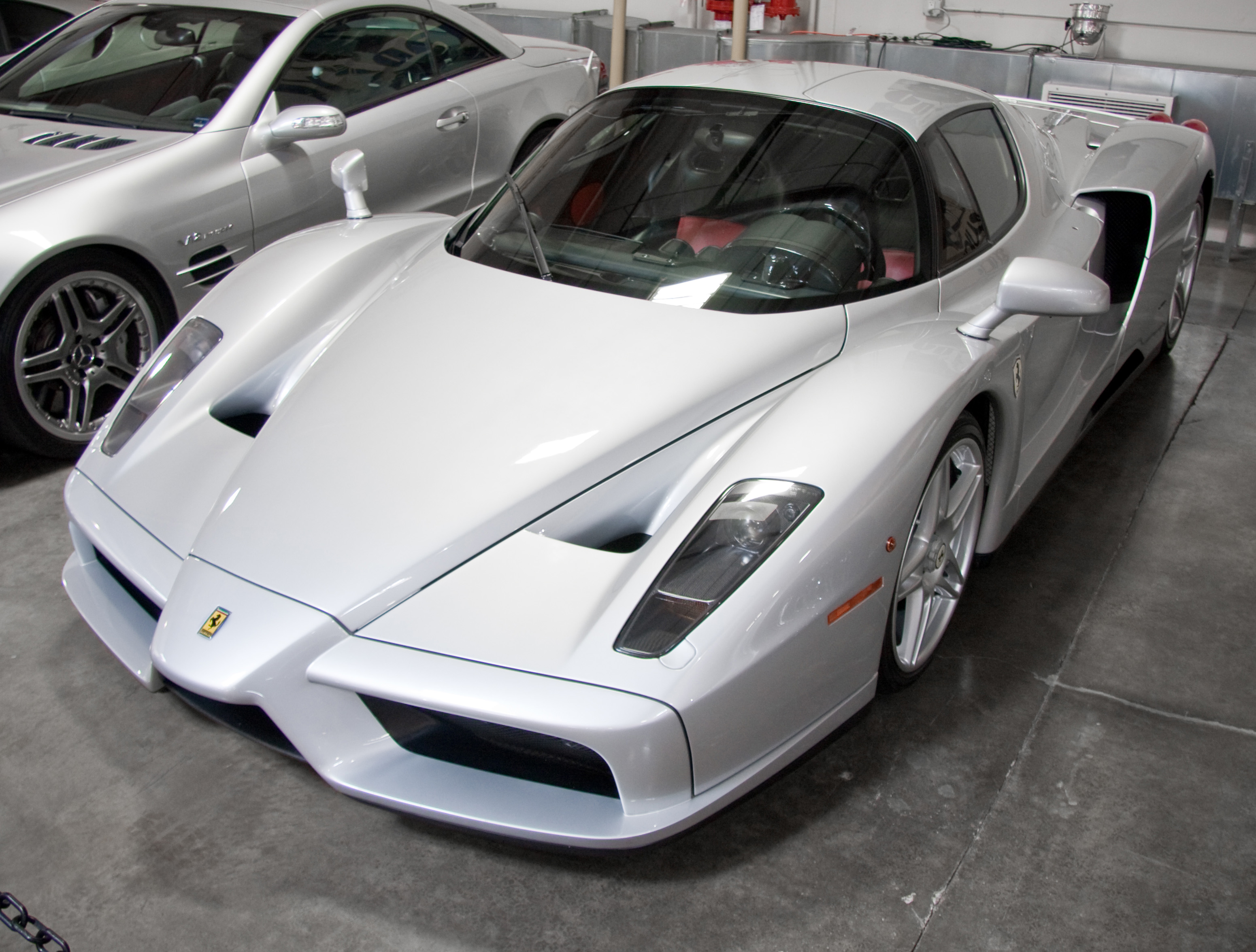
آرجنتو نوربرگ‌رینگ
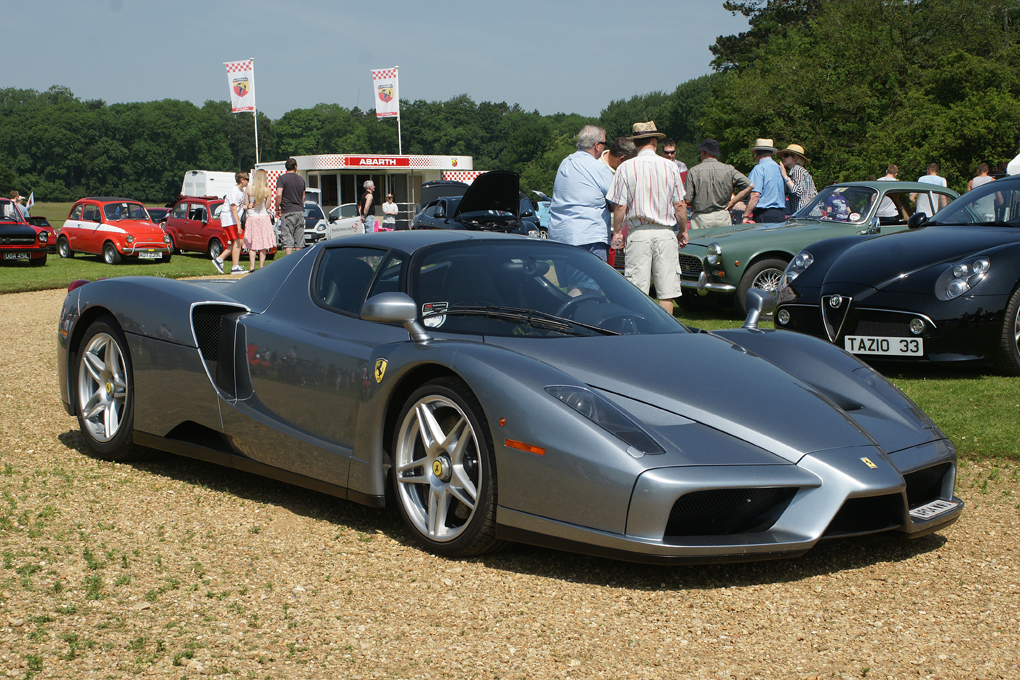
گریجیو تیتانیو